# Alergia al polen

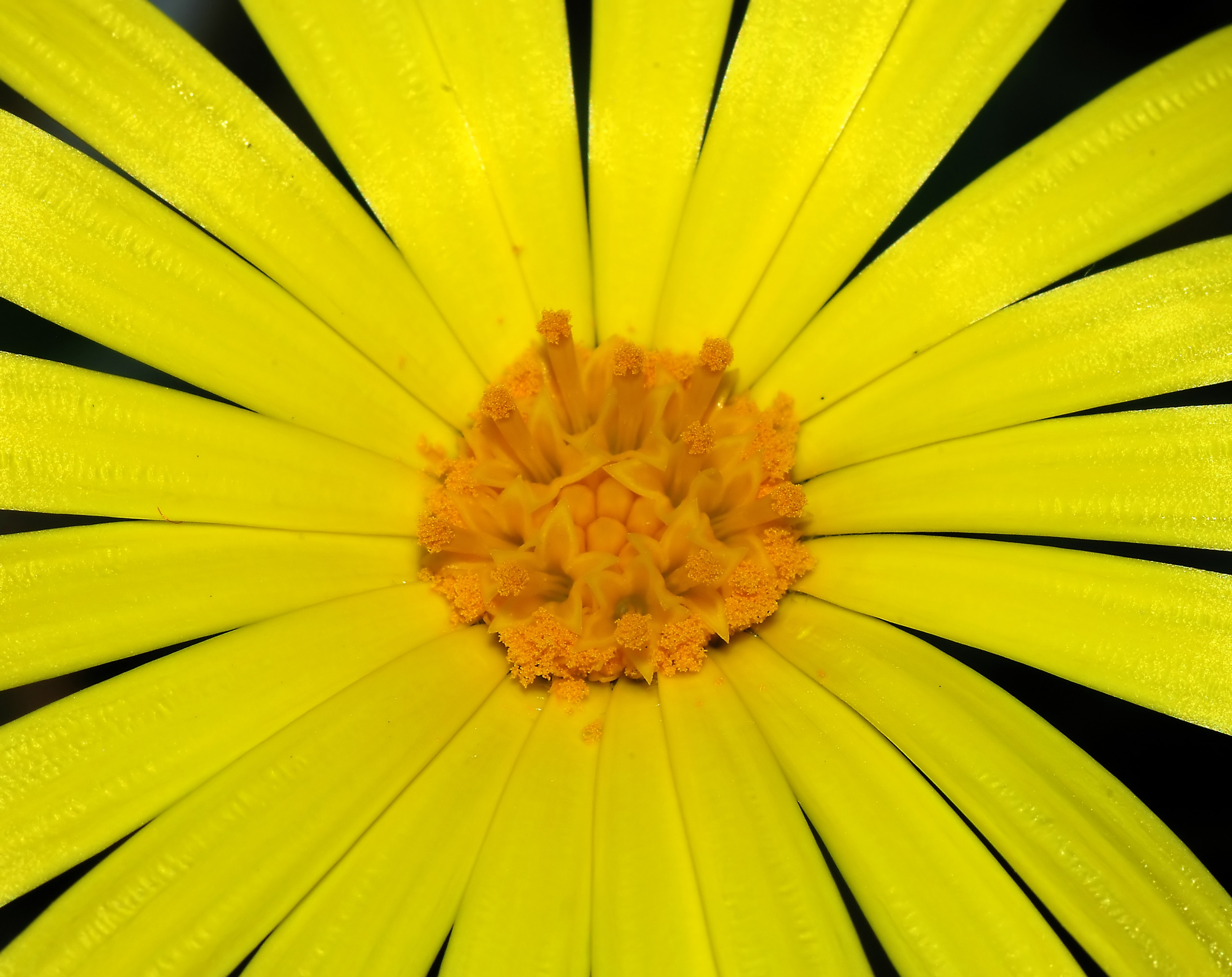
Granos de polen en el interior de una flor.

La alergia al polen es la reacción excesiva que se puede dar en el organismo en determinados casos frente al contacto o exposición que se puede dar con el polen de las plantas, cuando las plantas desempeñan la polinización en determinados tiempos del año.

## Epidemiología
Generalmente la alergia al polen se puede dar a cualquier edad (como las demás alergias).      Se da en personas de menor edad siendo la máxima prevalencia 12-24 años.

## Cuadro clínico
Generalmente los síntomas son:
- Congestión nasal
- Estornudos
- Irritación en los ojos
- Dificultad respiratoria
- En algunos casos irritación de la piel
- picazón en distintas partes de la cara

## Tratamiento
Se trata generalmente con el uso de antihistamínicos o descongestionantes o se puede optar por una
Fitoterapia que reduce los efectos colaterales de algunos de estos antihistamínicos o descongestionantes.